# Сан-Роман-де-лос-Монтес
Сан-Роман-де-лос-Монтес (ісп. San Román de los Montes) — муніципалітет в Іспанії, у складі автономної спільноти Кастилія-Ла-Манча, у провінції Толедо. Населення — 1782 особи (2010).
Муніципалітет розташований на відстані близько 95 км на південний захід від Мадрида, 65 км на захід від Толедо.
На території муніципалітету розташовані такі населені пункти: (дані про населення за 2010 рік)
- Сан-Роман-де-лос-Монтес: 726 осіб
- Серранільйос-Плая: 1044 особи
- Регадіос-Сан-Роман: 12 осіб

## Демографія
Динаміка населення (INE ):

## Галерея зображень

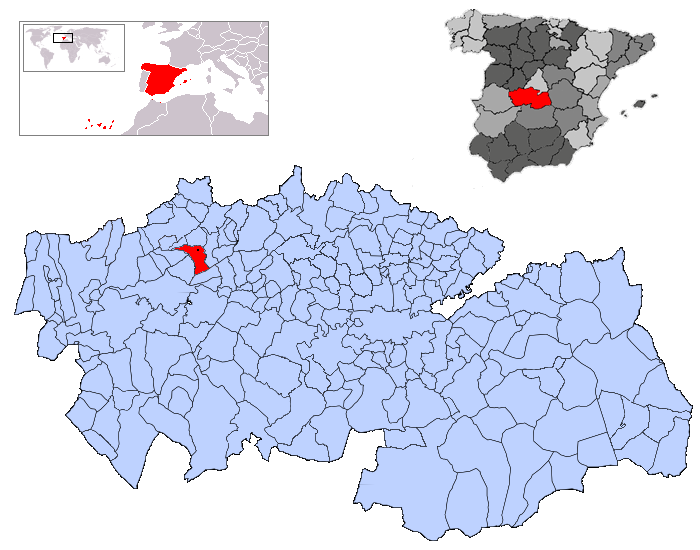
Розташування муніципалітету у провінції Толедо